# Copa do Mundo FIFA de 2022 – Grupo F
O Grupo F da Copa do Mundo FIFA 2022 acontecerá de 23 de novembro a 1 de dezembro de 2022. O grupo é formado pela Bélgica, Canadá, Marrocos e Croácia. As duas melhores equipes avançam para as oitavas de final.

## Equipes
| Inscrição            | Equipe   | Confederação | Método de qualificação    | Data de qualificação   | Aparições em Copas | Última participação | Melhor resultado        | Ranking da FIFA |
| Inscrição            | Equipe   | Confederação | Método de qualificação    | Data de qualificação   | Aparições em Copas | Última participação | Melhor resultado        | março de 2022   |
| -------------------- | -------- | ------------ | ------------------------- | ---------------------- | ------------------ | ------------------- | ----------------------- | --------------- |
| F1 (cabeça-de-chave) | Bélgica  | UEFA         | Vencedor do grupo E       | 13 de novembro de 2021 | 13                 | 2018                | Terceiro lugar (2018)   | 2°              |
| F2                   | Canadá   | CONCACAF     | Vencedor da terceira fase | 27 de março de 2022    | 2                  | 1986                | Fase de grupos (1986)   | 38°             |
| F3                   | Marrocos | CAF          | Vencedor do grupo D       | 29 de março de 2022    | 6                  | 2018                | Oitavas de final (1986) | 24º             |
| F4                   | Croácia  | UEFA         | Vencedor do grupo H       | 14 de novembro de 2021 | 6                  | 2018                | Vice-campeão (2018)     | 16º             |

## Encontros anteriores em Copas do Mundo
- Bélgica × Canadá Nenhum encontro
- Marrocos × Croácia Nenhum encontro
- Bélgica × Marrocos
  - 1994, fase de grupos: Bélgica 1-0 Marrocos
- Croácia × Canadá Nenhum encontro
- Croácia × Bélgica Nenhum encontro
- Canadá × Marrocos Nenhum encontro

## Classificação
| Pos | Equipe   | Pts | J | V | E | D | GP | GC | SG | Classificado      |
| --- | -------- | --- | - | - | - | - | -- | -- | -- | ----------------- |
| 1   | Marrocos | 7   | 3 | 2 | 1 | 0 | 4  | 1  | +3 | Fase eliminatória |
| 2   | Croácia  | 5   | 3 | 1 | 2 | 0 | 4  | 1  | +3 | Fase eliminatória |
| 3   | Bélgica  | 4   | 3 | 1 | 1 | 1 | 1  | 2  | −1 | Eliminado         |
| 4   | Canadá   | 0   | 3 | 0 | 0 | 3 | 2  | 7  | −5 | Eliminado         |

## Partidas
Todas as partidas seguem o fuso horário UTC+3.

### Marrocos × Croácia
| 23 de novembro | Marrocos | 0 – 0     | Croácia | Estádio Al Bayt, Al Khor                        |
| 13:00          |          | Relatório |         | Público: 59 407 Árbitro: ARG Fernando Rapallini |

| Marrocos | Croácia |

| GK             | 1  | Yassine Bounou           |
| RB             | 2  | Achraf Hakimi            |
| CB             | 5  | Nayef Aguerd             |
| CB             | 6  | Romain Saïss             |
| LB             | 3  | Noussair Mazraoui 60'    |
| DM             | 4  | Sofyan Amrabat 78'       |
| CM             | 8  | Azzedine Ounahi 82'      |
| CM             | 15 | Selim Amallah            |
| RF             | 7  | Hakim Ziyech             |
| CF             | 19 | Youssef En-Nesyri 81'    |
| LF             | 17 | Sofiane Boufal 65'       |
| Substituições: |    |                          |
| DF             | 25 | Yahia Attiyat Allah 60'  |
| FW             | 16 | Abde Ezzalzouli 65'      |
| FW             | 9  | Abderrazak Hamdallah 81' |
| FW             | 11 | Abdelhamid Sabiri 81'    |
| Treinador:     |    |                          |
| Walid Regragui |    |                          |

| GK             | 1  | Dominik Livaković   |
| RB             | 22 | Josip Juranović     |
| CB             | 6  | Dejan Lovren        |
| CB             | 20 | Joško Gvardiol      |
| LB             | 19 | Borna Sosa          |
| DM             | 11 | Marcelo Brozović    |
| CM             | 10 | Luka Modrić         |
| CM             | 8  | Mateo Kovačić 79'   |
| RF             | 13 | Nikola Vlašić 46'   |
| CF             | 9  | Andrej Kramarić 71' |
| LF             | 4  | Ivan Perišić 90'    |
| Substituições: |    |                     |
| MF             | 15 | Mario Pašalić 46'   |
| FW             | 14 | Marko Livaja 71'    |
| MF             | 7  | Lovro Majer 79'     |
| FW             | 18 | Mislav Oršić 90'    |
| Treinador:     |    |                     |
| Zlatko Dalić   |    |                     |

| Homem do Jogo: Luka Modrić Bandeirinhas: Juan Pablo Belatti Diego Bonfá Quarto árbitro: Kevin Ortega Quinto árbitro: Karen Díaz Medina Árbitro assistente de vídeo: Julio Bascuñán Árbitros assistentes de árbitro de vídeo: Leodán González Nicolás Taran Paolo Valeri Martín Soppi |

### Bélgica × Canadá
| 23 de novembro | Bélgica       | 1 – 0     | Canadá | Estádio Ahmed bin Ali, Al Rayyan           |
| 22:00          | Batshuayi 44' | Relatório |        | Público: 40 432 Árbitro: ZAM Janny Sikazwe |

| Bélgica | Canadá |

| GK               | 1  | Thibaut Courtois        |
| CB               | 19 | Leander Dendoncker      |
| CB               | 2  | Toby Alderweireld       |
| CB               | 5  | Jan Vertonghen          |
| RM               | 21 | Timothy Castagne        |
| CM               | 8  | Youri Tielemans 46'     |
| CM               | 6  | Axel Witsel             |
| LM               | 11 | Yannick Carrasco 9' 46' |
| RW               | 7  | Kevin De Bruyne         |
| LW               | 10 | Eden Hazard 62'         |
| CF               | 23 | Michy Batshuayi 79'     |
| Substituições:   |    |                         |
| MF               | 18 | Amadou Onana 56' 46'    |
| MF               | 15 | Thomas Meunier 53' 46'  |
| FW               | 17 | Leandro Trossard 62'    |
| FW               | 24 | Loïs Openda 79'         |
| Treinador:       |    |                         |
| Roberto Martínez |    |                         |

| GK             | 18 | Milan Borjan          |
| CB             | 2  | Alistair Johnston 83' |
| CB             | 5  | Steven Vitória        |
| CB             | 4  | Kamal Miller          |
| RM             | 22 | Richie Laryea 74'     |
| CM             | 13 | Atiba Hutchinson 58'  |
| CM             | 7  | Stephen Eustáquio 81' |
| LM             | 19 | Alphonso Davies 81'   |
| RW             | 11 | Tajon Buchanan 81'    |
| LW             | 10 | Junior Hoilett 58'    |
| CF             | 20 | Jonathan David        |
| Substituições: |    |                       |
| FW             | 17 | Cyle Larin 58'        |
| MF             | 15 | Ismael Koné 58'       |
| DF             | 3  | Sam Adekugbe 74'      |
| MF             | 23 | Liam Millar 81'       |
| MF             | 21 | Jonathan Osorio 81'   |
| Treinador:     |    |                       |
| John Herdman   |    |                       |

| Homem do Jogo: Kevin De Bruyne Bandeirinhas: Jerson dos Santos Arsénio Marrengula Quarto árbitro: Yoshimi Yamashita Quinto árbitro: Neuza Back Árbitro assistente de vídeo: Juan Soto Árbitros assistentes de árbitro de vídeo: Nicolás Gallo Mokrane Gourari Massimiliano Irrati Abdelhak Etchiali |

### Bélgica × Marrocos
| 27 de novembro | Bélgica | 0 – 2     | Marrocos                    | Estádio Al Thumama, Doha                 |
| 16:00          |         | Relatório | Saïss 73' · Aboukhlal 90+2' | Público: 43 738 Árbitro: MEX César Ramos |

| Bélgica | Marrocos |

| GK               | 1  | Thibaut Courtois         |
| CB               | 15 | Thomas Meunier 81'       |
| CB               | 2  | Toby Alderweireld        |
| CB               | 5  | Jan Vertonghen           |
| RM               | 21 | Timothy Castagne         |
| CM               | 18 | Amadou Onana 29' 60'     |
| CM               | 6  | Axel Witsel              |
| LM               | 16 | Thorgan Hazard 75'       |
| RW               | 7  | Kevin De Bruyne          |
| LW               | 10 | Eden Hazard 60'          |
| CF               | 23 | Michy Batshuayi 75'      |
| Substituições:   |    |                          |
| MF               | 8  | Youri Tielemans 60'      |
| FW               | 14 | Dries Mertens 60'        |
| FW               | 22 | Charles De Ketelaere 75' |
| FW               | 17 | Leandro Trossard 75'     |
| FW               | 9  | Romelu Lukaku 81'        |
| Treinador:       |    |                          |
| Roberto Martínez |    |                          |

| GK             | 12 | Munir Mohamedi              |
| RB             | 2  | Achraf Hakimi 68'           |
| CB             | 5  | Nayef Aguerd                |
| CB             | 6  | Romain Saïss                |
| LB             | 3  | Noussair Mazraoui           |
| CM             | 8  | Azzedine Ounahi 78'         |
| CM             | 4  | Sofyan Amrabat              |
| CM             | 15 | Selim Amallah 68'           |
| RF             | 7  | Hakim Ziyech                |
| CF             | 19 | Youssef En-Nesyri 73'       |
| LF             | 17 | Sofiane Boufal 73'          |
| Substituições: |    |                             |
| DF             | 25 | Yahia Attiyat Allah 68'     |
| FW             | 11 | Abdelhamid Sabiri 90+5' 68' |
| MF             | 14 | Zakaria Aboukhlal 73'       |
| FW             | 9  | Abderrazak Hamdallah 73'    |
| DF             | 18 | Jawad El Yamiq 78'          |
| Treinador:     |    |                             |
| Walid Regragui |    |                             |

| Homem do Jogo: Hakim Ziyech Bandeirinhas: Alberto Morín Miguel Hernández Quarto árbitro: Yoshimi Yamashita Quinto árbitro: Neuza Back Árbitro assistente de vídeo: Fernando Guerrero Árbitros assistentes de árbitro de vídeo: Nicolás Gallo Kathryn Nesbitt Armando Villarreal Kyle Atkins |

### Croácia × Canadá
| 27 de novembro | Croácia                                      | 4 – 1     | Canadá    | Estádio Internacional Khalifa, Al Rayyan    |
| 19:00          | Kramarić 36', 70' · Livaja 44' · Majer 90+4' | Relatório | Davies 2' | Público: 44 374 Árbitro: URU Andrés Matonte |

| Croácia | Canadá |

| GK             | 1  | Dominik Livaković |     |     |
| RB             | 22 | Josip Juranović   |     |     |
| CB             | 6  | Dejan Lovren      | 56' |     |
| CB             | 20 | Joško Gvardiol    |     |     |
| LB             | 19 | Borna Sosa        |     |     |
| DM             | 11 | Marcelo Brozović  |     |     |
| CM             | 10 | Luka Modrić       | 85' | 86' |
| CM             | 8  | Mateo Kovačić     |     | 86' |
| RF             | 14 | Marko Livaja      |     | 60' |
| CF             | 9  | Andrej Kramarić   |     | 72' |
| LF             | 4  | Ivan Perišić      |     | 86' |
| Substituições: |    |                   |     |     |
| FW             | 16 | Bruno Petković    |     | 60' |
| MF             | 13 | Nikola Vlašić     |     | 72' |
| FW             | 18 | Mislav Oršić      |     | 86' |
| MF             | 7  | Lovro Majer       |     | 86' |
| MF             | 15 | Mario Pašalić     |     | 86' |
| Treinador:     |    |                   |     |     |
| Zlatko Dalić   |    |                   |     |     |

| GK             | 18 | Milan Borjan      |     |     |
| CB             | 2  | Alistair Johnston |     |     |
| CB             | 5  | Steven Vitória    |     |     |
| CB             | 4  | Kamal Miller      | 85' |     |
| RM             | 22 | Richie Laryea     |     | 62' |
| CM             | 13 | Atiba Hutchinson  |     | 72' |
| CM             | 7  | Stephen Eustáquio |     | 46' |
| LM             | 19 | Alphonso Davies   |     |     |
| RF             | 11 | Tajon Buchanan    | 52' |     |
| CF             | 17 | Cyle Larin        |     | 46' |
| LF             | 20 | Jonathan David    |     | 72' |
| Substituições: |    |                   |     |     |
| MF             | 21 | Jonathan Osorio   |     | 46' |
| MF             | 15 | Ismaël Koné       |     | 46' |
| MF             | 10 | Junior Hoilett    |     | 62' |
| FW             | 9  | Lucas Cavallini   |     | 72' |
| DF             | 3  | Sam Adekugbe      |     | 72' |
| Treinador:     |    |                   |     |     |
| John Herdman   |    |                   |     |     |

| Homem do Jogo: Andrej Kramarić Bandeirinhas: Nicolás Taran Martín Soppi Quarto árbitro: Kevin Ortega Quinto árbitro: Jesús Sánchez Árbitro assistente de vídeo: Mauro Vigliano Árbitros assistentes de árbitro de vídeo: Leodán González Gabriel Chade Julio Bascuñán Diego Bonfá |

### Croácia × Bélgica
| 1 de dezembro | Croácia | 0 – 0     | Bélgica | Estádio Ahmed bin Ali, Al Rayyan            |
| 18:00         |         | Relatório |         | Público: 43 984 Árbitro: ENG Anthony Taylor |

| Croácia | Bélgica |

| GK             | 1  | Dominik Livaković   |
| RB             | 22 | Josip Juranović     |
| CB             | 6  | Dejan Lovren        |
| CB             | 20 | Joško Gvardiol      |
| LB             | 19 | Borna Sosa          |
| DM             | 11 | Marcelo Brozović    |
| CM             | 10 | Luka Modrić         |
| CM             | 8  | Mateo Kovačić 90+2' |
| RF             | 9  | Andrej Kramarić 64' |
| CF             | 14 | Marko Livaja 64'    |
| LF             | 4  | Ivan Perišić        |
| Substituições: |    |                     |
| MF             | 15 | Mario Pašalić 64'   |
| FW             | 16 | Bruno Petković 64'  |
| MF             | 7  | Lovro Majer 90+2'   |
| Treinador:     |    |                     |
| Zlatko Dalić   |    |                     |

| GK               | 1  | Thibaut Courtois           |
| CB               | 19 | Leander Dendoncker 67' 72' |
| CB               | 2  | Toby Alderweireld          |
| CB               | 5  | Jan Vertonghen             |
| RM               | 15 | Thomas Meunier 87'         |
| CM               | 7  | Kevin De Bruyne            |
| CM               | 6  | Axel Witsel                |
| LM               | 21 | Timothy Castagne           |
| RW               | 17 | Leandro Trossard 58'       |
| LW               | 11 | Yannick Carrasco 72'       |
| CF               | 14 | Dries Mertens 46'          |
| Substituições:   |    |                            |
| FW               | 9  | Romelu Lukaku 46'          |
| FW               | 16 | Thorgan Hazard 58'         |
| FW               | 25 | Jérémy Doku 72'            |
| MF               | 8  | Youri Tielemans 72'        |
| FW               | 10 | Eden Hazard 87'            |
| Treinador:       |    |                            |
| Roberto Martínez |    |                            |

| Homem do Jogo: Luka Modrić Bandeirinhas: Gary Beswick Adam Nunn Quarto árbitro: István Kovács Quinto árbitro: Mihai Artene Árbitro assistente de vídeo: Marco Fritz Árbitros assistentes de árbitro de vídeo: Tomasz Kwiatkowski Rafael Foltyn Benoit Millot Jan Seidel |

### Canadá × Marrocos
| 1 de dezembro | Canadá            | 1 – 2     | Marrocos                  | Estádio Al Thumama, Doha                   |
| 18:00         | Aguerd 40' (g.c.) | Relatório | Ziyech 4' · En-Nesyri 23' | Público: 43 102 Árbitro: BRA Raphael Claus |

| Canadá | Marrocos |

| GK             | 18 | Milan Borjan            |
| CB             | 2  | Alistair Johnston       |
| CB             | 5  | Steven Vitória 84'      |
| CB             | 4  | Kamal Miller            |
| RM             | 3  | Sam Adekugbe 45+2' 60'  |
| CM             | 21 | Jonathan Osorio 26' 65' |
| CM             | 14 | Mark-Anthony Kaye 60'   |
| LM             | 19 | Alphonso Davies         |
| RF             | 11 | Tajon Buchanan          |
| CF             | 17 | Cyle Larin 60'          |
| LF             | 10 | Junior Hoilett 7' 76'   |
| Substituições: |    |                         |
| MF             | 13 | Atina Hutchinson 60'    |
| MF             | 15 | Ismaël Koné 60'         |
| FW             | 20 | Jonathan David 60'      |
| DF             | 22 | Richie Laryea 65'       |
| FW             | 24 | David Wotherspoon 76'   |
| Treinador:     |    |                         |
| John Herdman   |    |                         |

| GK             | 1  | Yassine Bounou           |
| RB             | 2  | Achraf Hakimi 85'        |
| CB             | 5  | Nayef Aguerd             |
| CB             | 6  | Romain Saïss             |
| LB             | 3  | Noussair Mazraoui        |
| DM             | 4  | Sofyan Amrabat           |
| CM             | 8  | Azzedine Ounahi 76'      |
| CM             | 11 | Abdelhamid Sabiri 65'    |
| RF             | 7  | Hakim Ziyech 76'         |
| CF             | 19 | Youssef En-Nesyri        |
| LF             | 17 | Sofiane Boufal 65'       |
| Substituições: |    |                          |
| MF             | 14 | Zakaria Aboukhlal 65'    |
| MF             | 15 | Selim Amallah 65'        |
| FW             | 9  | Abderrazak Hamdallah 76' |
| DF             | 18 | Jawad El Yamiq 76'       |
| MF             | 26 | Yahya Jabrane 85'        |
| Treinador:     |    |                          |
| Walid Regragui |    |                          |

| Homem do Jogo Achraf Hakimi Bandeirinhas: Rodrigo Figueiredo Danilo Simon Manis Quinto árbitro: Yoshimi Yamashita Quinto árbitro: Michael Orué Árbitro assistente de vídeo: Julio Bascuñán Árbitros assistentes de árbitro de vídeo: Juan Martínez Roberto Díaz Pérez del Palomar Leodan Gonzalez Pau Cebrián Devís |

## Classificação
- O vencedor do Grupo F avança para enfrentar o segundo classificado do Grupo E.
- O segundo classificado do Grupo F avança para enfrentar o vencedor do Grupo E.

## Partidas
Todos os horários listados são locais, AST ( UTC+3 ).

## Disciplina
Os pontos de fair play serão usados como critério de desempate se os registros gerais e de confronto direto das equipes estiverem empatados. Estes são calculados com base nos cartões amarelos e vermelhos recebidos em todas as partidas do grupo da seguinte forma:
- primeiro cartão amarelo: menos 1 ponto;
- cartão vermelho indireto (segundo cartão amarelo): menos 3 pontos;
- cartão vermelho direto: menos 4 pontos;
- cartão amarelo e cartão vermelho direto: menos 5 pontos;

Apenas uma das deduções acima pode ser aplicada a um jogador em uma única partida.
| Seleções | Jogo 1                        | Jogo 1                            | Jogo 1  | Jogo 1               | Jogo 2                        | Jogo 2                            | Jogo 2  | Jogo 2               | Jogo 3                             | Jogo 3                            | Jogo 3  | Jogo 3               | Pontos |
| Seleções | Penalizado com cartão amarelo | Penalizado · Penalizado · Expulso | Expulso | Penalizado · Expulso | Penalizado com cartão amarelo | Penalizado · Penalizado · Expulso | Expulso | Penalizado · Expulso | Penalizado com cartão amarelo      | Penalizado · Penalizado · Expulso | Expulso | Penalizado · Expulso | Pontos |
| -------- | ----------------------------- | --------------------------------- | ------- | -------------------- | ----------------------------- | --------------------------------- | ------- | -------------------- | ---------------------------------- | --------------------------------- | ------- | -------------------- | ------ |
| Bélgica  | Carrasco, Meunier, Onana      |                                   |         |                      | Onana                         |                                   |         |                      | Dendoncker                         |                                   |         |                      | –5     |
| Canadá   | Davies, Johnston              |                                   |         |                      | Buchanan, Miller              |                                   |         |                      | Adekugbe, Hoilett, Osorio, Vitória |                                   |         |                      | –8     |
| Marrocos | Amrabat                       |                                   |         |                      | Sabiri                        |                                   |         |                      |                                    |                                   |         |                      | –2     |
| Croácia  |                               |                                   |         |                      | Lovren, Modrić                |                                   |         |                      |                                    |                                   |         |                      | –2     |